# Böhm Lipót
Böhm Lipót (Buda, 1800 – Szentpétervár, 1864) hegedűművész.

## Pályafutása
Zenei tanulmányait a bécsi Konzervatóriumban végezte, kiváló hegedűs hírében állt. 1842-ben utazott Oroszországba, Szentpétervárra, ahol haláláig a cári udvari zenekar kitüntetett és megbecsült tagja volt.